# Zac MacMath
Zachary Michael MacMath (n. San Petersburgo, Florida, el 7 de agosto de 1991), más conocido como Zac MacMath, es futbolista estadounidense. Juega de portero y su equipo actual es el Real Salt Lake de la Major League Soccer.

## Trayectoria

### Fútbol universitario y amateur
Antes de iniciar su carrera universitaria, MacMath fue parte del programa de residencia de la Selección Nacional de Estados Unidos en Bradenton, Florida. MacMath luego fue a la Universidad de Maryland, donde fue el portero titular durante tres temporadas, ganando varios premios individuales en el camino.  Fue durante este periodo que fue a entrenar con el Everton F.C. de la Premier League inglesa.

### Profesional
El 14 de enero de 2011, MacMath fue la quinta selección global del SuperDraft de la MLS de 2011. Fue seleccionado por el Philadelphia Union.
MacMath debutó en la Major League Soccer en un partido como visitante contra el Real Salt Lake el 3 de septiembre, remplazando a Faryd Mondragón al medio tiempo luego de que este se lesionara. MacMath ha participado como titular de varios partidos de la Liga de Reservas, y jugó los amistosos contra el Everton F.C. de la Premier League y contra el Real Madrid en julio de 2011.
MacMath fue titular en partidos consecutivos por primera vez en septiembre de 2011 debido la lesión de Faryd Mondragón. Luego de que este último dejara el club para unirse al Deportivo Cali, MacMath se convirtió en la primera opción en el arco para el equipo de Filadelfia.
En noviembre de 2012 se anunció que MacMath regresaría a Liverpool para volver a entrenar por tres semanas con el Everton FC.

## Selección nacional

### Selecciones inferiores
MacMath lideró a la selección nacional Sub-20 de los Estados Unidos en la obtención del título de la Milk Cup, con un sólido desempeño en la victoria 3-0 sobre Irlanda del Norte en Ballymena, Irlanda del Norte, el 30 de julio de 2010. MacMath y los Estados Unidos terminaron el torneo invictos luego de vencer a China 1-0 el 26 de julio. MacMath también participó de los campamentos de entrenamiento en Florida de la selección sub-20 en diciembre de 2010 y enero de 2011.
MacMath también formó parte del equipo que participó del Torneo Sub-20 de la CONCACAF en marzo y abril de 2011.
El 6 de enero de 2012, MacMath fue llamado por el nuevo entrenador de la selección estadounidense sub-23, Caleb Porter, al campamento del mes de enero en preparación para el torneo preolímpico de la CONCACAF.

## Palmarés

### Torneos juveniles
- Milk Cup 2010: Campeón